# Al-Sha'ab Ibb
L'Al-Sha'ab Ibb (in arabo  شعب اب)  è una società calcistica yemenita con sede ad Ibb, fondata nel 1964.
Attualmente milita nella Yemeni League

## Palmarès
- Campionato: 3  2003, 2004, 2011-2012
- Coppa dello Yemen: 2 2002, 2003
- Coppa del 26 settembre:  1 2008

## Organico

### Rosa 2020 - 2021
| N. |                  | Ruolo | Calciatore                    |
| -- | ---------------- | ----- | ----------------------------- |
| 1  | Yemen (bandiera) | P     | Farag Mabrook Farag Ba Yashot |
| 2  | Yemen (bandiera) | D     | Nateq Rageh                   |
| 3  | Yemen (bandiera) | D     | Ahmed Al Wajeeh               |
| 4  | Yemen (bandiera) | C     | Akram Al Worafi               |
| 5  | Yemen (bandiera) | C     | Mohammed Ali Al Ammari        |
| 6  | Yemen (bandiera) | A     | Fekri Yahia Al Hubaishi       |